# Bank Jacob Safra (Schweiz) AG
Die Bank Jacob Safra (Schweiz) AG mit Sitz in Genf war eine Schweizer Privatbank, die sich im Besitz des brasilianischen Bankiers Joseph Safra befand. Ihre Kernaktivität umfasste die Vermögensverwaltung, das Private Banking sowie den  Wertschriftenhandel für private wie auch institutionelle Kunden. Neben dem Hauptsitz in Genf, hatte sie Niederlassungen in Gibraltar, Lugano, Monaco, Panama und Zürich. Die Bank Jacob Safra (Schweiz) AG ging 2013 in der „Bank J. Safra Sarasin“ auf.

## Geschichte
Die „Bank Jacob Safra (Schweiz) AG“ wurde im Juli 1958 unter dem Namen „Effekten- und Verwaltungsbank AG“ in St. Gallen gegründet. 1963 wurde diese von der „Walter Siegmann Holding AG“ in Zürich übernommen und ihr Name in „Uto Bank AG“ geändert. Zugleich wurde der Hauptsitz nach Zürich verlegt, während in St. Gallen eine Zweigniederlassung verblieb. In den 1970er Jahren gelangte die Bank in den Besitz des israelischen Reeders Ya’akov Meridor.
1997 kaufte die „WGZ Bank“ (Düsseldorf) einen Anteil von 60 % am Aktienkapital der Uto Bank um ihr internationales Privatkundengeschäft zu erweitern. Gleichzeitig erwarb die „Deutsche Apotheker- und Ärztebank“ weitere 20 % des Kapitals.
Im Juni 2000 kaufte der brasilianische Bankier Joseph Safra (1938–2020) über die „Jacob Safra Holding AG (Genf)“ die Uto Bank vollständig, die daraufhin in „Bank Jacob Safra (Schweiz) AG“ umbenannt wurde. Auf diese Weise erhielt Safra eine Bankenlizenz für die Schweiz. Der Namensbestandteil „Jacob Safra“ im neuen Namen der Bank sollte an Joseph Safras Vater erinnern. Kurz nach der Übernahme zog die Bank Jacob Safra in Zürich von der Beethovenstrasse an den Paradeplatz um und errichtete in Genf in der Rue du Rhône eine Zweigstelle. Dorthin verlegte sie in den folgenden Jahren auch ihren Geschäftssitz. Ebenfalls im Jahr 2001 wurde eine Niederlassung in Gibraltar eröffnet.
Im Februar 2006 erwarb die Bank Jacob Safra die Niederlassung der „Gotthard-Bank“ in Monaco. Damit stieg die Summe des durch die Bank Jacob Safra verwalteten Vermögens auf 15 Milliarden CHF. Ebenfalls im Jahr 2006 erfolgte die Eröffnung einer Niederlassung in Panama.
Nach der Übernahme der „Bank Sarasin & Cie AG“ in Basel 2012 durch Joseph Safra, wurde die „Bank Jacob Safra (Schweiz) AG“ im Juni des folgenden Jahres auf die Bank Sarasin übertragen, welche daraufhin ihren Namen in „Bank J. Safra Sarasin“ änderte.